# Henry Ford Hospital (Kahlo)
Henry Ford Hospital je slika z oljem na kovino iz leta 1932 mehiške umetnice Fride Kahlo o njeni izkušnji poroda mrtvega moškega ploda 4. julija v bolnišnici Henry Ford v Detroitu, Michigan, ZDA, ko je bila približno 3 1⁄2 meseca noseča. Upodobitve poroda, splava ali spontanega splava so v kanonu zahodnega slikarstva redke, Kahlo pa je »ena edinih večjih umetnic, ki svojo reproduktivno žalost neposredno posreduje skozi vizualno umetnost«. Krvavo in grozljivo slikanje je odprlo odločilno in vplivno obdobje  kariere Fride Kahlo. Prvi naslov slike je bil Izgubljena želja. Nadomestni naslov je Leteča postelja (špansko La Cama Volando).

## Nosečnost in izguba
Frida Kahlo je imela zapleteno porodniško/ginekološko anamnezo. Preživela je katastrofalno prometno nesrečo, v kateri ji je bila zlomljena medenica in vagina prebodena s kovinsko palico. Verjetno je imela brazgotine na maternici. Imela je tudi simptome po otroški paralizi; njen oče je imel epilepsijo, za katero je bila očitno zaskrbljena, da bi bila genetska lastnost, ki bi se prenesla na njene otroke; pestile so jo kronične bolečine v hrbtu in različne okužbe; in po vsem tem si je obupno želela imeti otroka, ki bi ga zaplodil njen mož, muralist Diego Rivera.
Kahlo je bila v času nosečnosti poleti 1932 stara 24 let. Po njenem biografu Haydenu Herreri je 26. maja pisala svojemu prijatelju in svetovalcu dr. Leu Eloesserju, da je bila dva meseca noseča in da je približno teden dni prej obiskala dr. Pratta v bolnišnici Henry Ford. V pismu je naštela svoje dvome o svoji sposobnosti roditi zdravega otroka, izzive s svojim urnikom, pomanjkanje podpore družine in Riverino nezmožnost starševstva. (Kahlo je imela Rivero za nekakšnega dojenčka in ga je vsaj enkrat naslikala kot takega. Dr. Pratt je Kahlo dal ricinusovo olje (odvajalo, za katerega je znano, da povzroča krčenje maternice) in kinin, kar je skupaj predstavljalo formulo za sprožitev spontanega splava, tj. medicinskega splava. Po približno šestih dneh blagih madežev se je vrnila k dr. Prattu. Povedal ji je, da je še noseča, da misli, da lahko in mora ostati noseča ter da je porod s carskim rezom možen in bo rešil težave, ki jih je predvidevala z nosečnostjo. Kahlo je pisala dr. Eloesserju o svoji ambivalentnosti in ga prosila za nasvet glede tega, ali naj opravi kirurški splav (domnevno dilatacija in kiretaža ali dilatacija in evakuacija). Toda potem, ko je poslala prvo pismo, po Herreri, se je »Frida odločila, da ne bo [kirurškega] splava, v upanju, da ima dr. Pratt prav«.
Umetnica Lucienne Bloch, ki je živela z Rivero in Kahlo v Detroitu, je poročala, da je Kahlo do konca junija imela madeže (krvavitev v zgodnji nosečnosti), imela je krče in ji je bilo slabo, a se tudi ni hotela vrniti k dr. Prattu. Do noči na 4. julij je imela Kahlo hude bolečine in je močno krvavela. Rivera je 5. julija zjutraj poklical rešilca. Blochova je v svojem dnevniku opisala Kahlo, kot jo je zdravnik odpeljal v »porodnih mukah ... iz mlake krvi, ki jo je naredila ... ogromnih krvnih strdkov, ki jih je nenehno izgubljala«.
Po drugem pismu, ki ga je Kahlo poslala Eloesserju, fetus »ni dobil oblike, ker je prišel ven ves razpadel«. Ta jezik nakazuje neživljenjsko nosečnost in kasnejši razpad. Kahlo je ostala v bolnišnici do 17. julija. Ali je treba izkušnjo, prikazano tako v bolnišnici Henryja Forda kot v sorodni neimenovani litografiji, označiti kot splav ali spontani splav, ostaja predmet spora med umetnostnimi zgodovinarji.

## Opis slike
Na tem nadrealističnem avtoportretu umetnica leži v lebdeči bolniški postelji, obdana s krvjo in totemi, ki predstavljajo njene izkušnje in čustva. Najpomembnejši med temi simboli je sam plod kot središče. Ko je bila še v bolnišnici, je Kahlo prosila za medicinske ilustracije, ki opisujejo njen plod in človeško biologijo izgube nosečnosti, vendar so zdravniki njeno prošnjo zavrnili. Namesto tega je Diego Rivera dobil njene učbenike človeške anatomije. Porodničarji so upodobitve ženske anatomije in reproduktivnih izkušenj Fride Kahlo opisali kot »osupljivo natančne in neverjetno podrobne«.
Na sliki je Kahlo prikazana gola, z razgaljenimi prsmi in sramnimi dlakami, odkrito jokajoča. Z rdečimi nitmi je privezana na učni model ženske reproduktivne anatomije, polž (»zasebna aluzivna referenca«), kos jekleno sive medicinske opreme (verjetno avtoklav), vijolična orhideja in človeško medenično kost. Vez za plod nima loka in je lahko popkovina, podoba, ki se pojavlja drugje v Kahlovinem opusu. Plod ima moške genitalije in prosojne veke in je videti približno v 33. tednu nosečnosti. Orhideja, sivkina cattleya, je bila darilo Diega Rivere. Ta slika je edina podoba orhideje v njenem umetniškem opusu.
Črta obzorja prereže ozadje slike, v daljavi je Fordov kompleks River Rouge. Diego Rivera in Frida Kahlo sta prišla v Detroit, ker je Edsel Ford naročil freske Detroit Industry za Detroitski inštitut za umetnost.
Bolnišnica Henryja Forda je eno od več umetnin Fride Kahlo, ki hkrati vključujejo medicinsko natančne in nadrealistične podobe reprodukcije; njena slika Moje rojstvo (1932) je še en pomemben primer.

## Vpliv
Področje medicinske humanistike je našlo vrednost pri preučevanju bolnišnice Henry Ford in drugih porodniških umetnin Kahlo. V luči te slike je bil preučen tudi njen pogled na materinstvo in ženskost.